# Salvador Ferrandis Seguí
Salvador Ferrandis Seguí (L'Orxa, 25 de mayo de 1880 - Vergel, 3 de agosto de 1936), fue un sacerdote español.
Sus padres le dieron una sólida formación cristiana. Estudió en el Seminario y en el Colegio de Alfara del Patriarca. Fue ordenado sacerdote en 1904. Estuvo ejerciendo en Villalonga, después en L'Alquería de la Comtessa y finalmente fue párroco en Pedreguer, donde restauró el templo con su patrimonio personal y ayudó mucho a los pobres y enfermos. Fue ejecutado en Vergel, provincia de Alicante, el 3 de agosto de 1936.
Fue beatificado por Juan Pablo II el 11 de marzo de 2001, en el grupo de 233 mártires en Valencia.